# 日本海外ツアーオペレーター協会
一般社団法人日本海外ツアーオペレーター協会（OVERSEAS TOUR OPERATORS ASSOCIATION of JAPAN）は、海外旅行の現地手配サービスを行うツアーオペレーターの業界団体である。略称を「OTOA JAPAN」（オトア ジャパン）と呼ぶ。

## 沿革
- 1974年8月 - 海外ツアーオペレーター協会 (OTOA)を設立
- 1983年4月 - 運輸省に旅行業法に基づく届出団体として申請
- 1989年 - 団体名を日本海外ツアーオペレーター協会に改称
- 1991年8月 - 社団法人日本海外ツアーオペレーター協会として運輸大臣から許可
- 2013年4月 - 公益法人制度改革に対応して、一般社団法人日本海外ツアーオペレーター協会に移行